# 장손숭
장손숭(長孫嵩, 358년 ~ 437년)은 대(代) · 북위(北魏)의 무장이자 정치인이다. 대군(代郡) 출신이며, 아버지는 장손인(長孫仁)이다.

## 생애
376년 부견(苻堅)이 대나라를 병합한 후 이를 둘로 나누어 동쪽을 유고인(劉庫仁)에게 통치하게 하자 유고인에게 귀부했으며, 385년 유현(劉顕)이 유고인의 동생 유권(劉眷)을 살해하자 다시 탁발규(拓跋珪)에게 귀의하였다. 이후 386년 탁발규가 제위에 오르자 아버지를 이어 남부대인(南部大人)이 되었으며, 397년 후연(後燕) 정벌에 참가해 중산(中山) 함락에 공을 세워 기주자사(冀州刺史)로 임명되었고 거록공(鉅鹿公)에 봉해졌다. 그 뒤 398년 윤국선(尹國先)이 기주(冀州)에서 반란을 시도하려는 계획을 입수해 이를 진압하였고, 그 공으로 사도(司徒) 및 상주자사(相州刺史)에 제수되었으며 남평공(南平公)에 봉해졌다.
이후 417년 동진(東晉)의 유유(劉裕)가 후진(後秦)의 요홍(姚泓)을 정벌할 당시 탁발사(拓跋嗣)로부터 가절(仮節)을 수여받아 산동(山東)의 군대를 거느리고 유유와 대치하였으며, 422년 탁발사가 후사를 의논하자 탁발도(拓跋燾)를 추천하여 좌보(左輔)를 맡았다. 그 뒤 423년 탁발도가 제위에 오르자 사주중정(司州中正)이 되었으며, 북평왕(北平王)에 봉해졌다.
그 뒤 425년 태위(太尉)로 임명되었으며, 431년 주국대장군(柱國大將軍)이 더해졌다. 437년 80세의 나이로 세상을 떠났으며, 시호는 선왕(宣王)이다.
]